# EHF Cup 2013-2014 (pallamano maschile)
La EHF Cup 2013-2014 è stata la 33ª edizione del secondo torneo europeo di pallamano maschile per ordine di importanza dopo la EHF Champions League. È organizzata dall'European Handball Federation, la federazione europea di pallamano. La competizione è iniziata il 7 settembre 2013.

## Qualificazioni

### Primo turno
| Squadra 1                | Squadra 2              | Andata                                                                  | Ritorno                                                                 | Totale  |
| ------------------------ | ---------------------- | ----------------------------------------------------------------------- | ----------------------------------------------------------------------- | ------- |
| HC Meshkov Brėst         | Maccabi Rishon Le Zion | Brėst - Sportshall Victoria 7 settembre 2013 - ore 16:00                | Brėst - Sportshall Victoria 8 settembre 2013 - ore 15:00                | 59 - 43 |
| HC Meshkov Brėst         | Maccabi Rishon Le Zion | 25 - 19 (16-11)                                                         | 34 - 24 (16-11)                                                         | 59 - 43 |
| HC Meshkov Brėst         | Maccabi Rishon Le Zion | 750 Spett. - Report                                                     | 800 Spett. - Report                                                     | 59 - 43 |
| HBC Jicín                | HC Dobrudja            | Jičín - Sprtovni Halla 7 settembre 2013 - ore 18:00                     | Jičín - Sprtovni Halla 8 settembre 2013 - ore 17:00                     | 72 - 30 |
| HBC Jicín                | HC Dobrudja            | 35 - 15 (17-7)                                                          | 37 - 15 (15-6)                                                          | 72 - 30 |
| HBC Jicín                | HC Dobrudja            | 680 Spett. - Report                                                     | 680 Spett. - Report                                                     | 72 - 30 |
| HC Sporta Hlohovec       | TSV St. Omar San Gallo | Hlohovec - City Sport Hall 7 settembre 2013 - ore 18:00                 | San Gallo - Sporthalle Kreuzbleichel 15 settembre 2013 - ore 17:00      | 57 - 52 |
| HC Sporta Hlohovec       | TSV St. Omar San Gallo | 29 - 21 (14-11)                                                         | 28 - 31 (14-17)                                                         | 57 - 52 |
| HC Sporta Hlohovec       | TSV St. Omar San Gallo | 1.100 Spett. - Report                                                   | 750 Spett. - Report                                                     | 57 - 52 |
| Pölva Serviti            | Fyllingen Bergen       | Põlva - Mesikäpa Hall 7 settembre 2013 - ore 18:00                      | Bergen - Framohallen 15 settembre 2013 - ore 18:00                      | 49 - 62 |
| Pölva Serviti            | Fyllingen Bergen       | 27 - 30 (12-17)                                                         | 22 - 32 (12-13)                                                         | 49 - 62 |
| Pölva Serviti            | Fyllingen Bergen       | 800 Spett. - Report                                                     | 202 Spett. - Report                                                     | 49 - 62 |
| Tatabánya Carbonex KC    | Achilles Bocholt       | Tatabánya - Földi Imre Varosi Sportcsarnok 7 settembre 2013 - ore 19:00 | Bocholt - Sportcomplex De Damburg 15 settembre 2013 - ore 17:00         | 65 - 52 |
| Tatabánya Carbonex KC    | Achilles Bocholt       | 30 - 22 (14-15)                                                         | 35 - 30 (17-14)                                                         | 65 - 52 |
| Tatabánya Carbonex KC    | Achilles Bocholt       | 450 Spett. - Report                                                     | 400 Spett. - Report                                                     | 65 - 52 |
| KH Prishtina             | Bregenz Handball       | Pristina - Pallati i Rinise dhe Sportit 7 settembre 2013 - ore 20:10    | Bregenz - Handballarena Rieden-Vorkloster 15 settembre 2013 - ore 17:00 | 50 - 63 |
| KH Prishtina             | Bregenz Handball       | 22 - 28 (11-12)                                                         | 28 - 35 (13-18)                                                         | 50 - 63 |
| KH Prishtina             | Bregenz Handball       | 1.000 Spett. - Report                                                   | 1.200 Spett. - Report                                                   | 50 - 63 |
| Handball Kaerjeng        | Klaipeda Dragunas      | Käerjeng - Kaerjenger Dribell 8 settembre 2013 - ore 18:00              | Klaipėda - Švyturio Arena 14 settembre 2013 - ore 18:30                 | 56 - 57 |
| Handball Kaerjeng        | Klaipeda Dragunas      | 30 - 30 (18-13)                                                         | 26 - 27 (12-15)                                                         | 56 - 57 |
| Handball Kaerjeng        | Klaipeda Dragunas      | 355 Spett. - Report                                                     | 400 Spett. - Report                                                     | 56 - 57 |
| OCI Limburg Lions Geleen | Haukar Hafnarfjördur   | Hafnarfjörður - Íthrottahúsid Ásvöllum 13 settembre 2013 - ore 19:00    | Hafnarfjörður - Íthrottahúsid Ásvöllum 14 settembre 2013 - ore 17:00    | 51 - 66 |
| OCI Limburg Lions Geleen | Haukar Hafnarfjördur   | 33 - 36 (18-19)                                                         | 18 - 30 (11-15)                                                         | 51 - 66 |
| OCI Limburg Lions Geleen | Haukar Hafnarfjördur   | 350 Spett. - Report                                                     | 550 Spett. - Report                                                     | 51 - 66 |
| London GD HC             | B.B. Ankara Spor       | Ankara - THF Complex 14 settembre 2013 - ore 17:00                      | Ankara - THF Complex 15 settembre 2013 - ore 17:00                      | 32 - 82 |
| London GD HC             | B.B. Ankara Spor       | 14 - 44 (9-18)                                                          | 18 - 38 (7-17)                                                          | 32 - 82 |
| London GD HC             | B.B. Ankara Spor       | 200 Spett. - Report                                                     | 120 Spett. - Report                                                     | 32 - 82 |
| Maccabi Tel Aviv         | RK Lovćen Cetinje      | Ra'anana - Municipal Hall 16 settembre 2013 - ore 20:00                 | Ra'anana - Municipal Hall 17 settembre 2013 - ore 20:00                 | 67 - 64 |
| Maccabi Tel Aviv         | RK Lovćen Cetinje      | 37 - 35 (20-16)                                                         | 30 - 29 (16-11)                                                         | 67 - 64 |
| Maccabi Tel Aviv         | RK Lovćen Cetinje      | 200 Spett. - Report                                                     | 200 Spett. - Report                                                     | 67 - 64 |

### Secondo turno
| Squadra 1                | Squadra 2             | Andata                                                                | Ritorno                                                                | Totale  |
| ------------------------ | --------------------- | --------------------------------------------------------------------- | ---------------------------------------------------------------------- | ------- |
| Permskie Medvevi         | HC Meshkov Brėst      | Perm' - SC V.P. Suchareva 12 ottobre 2013 - ore 15:00                 | Brėst - Sportshall Victoria 19 ottobre 2013 - ore 17:00                | 59 - 43 |
| Permskie Medvevi         | HC Meshkov Brėst      | 26 - 30 (11-15)                                                       | 25 - 29 (13-13)                                                        | 59 - 43 |
| Permskie Medvevi         | HC Meshkov Brėst      | 2.000 Spett. - Report                                                 | 2.000 Spett. - Report                                                  | 59 - 43 |
| Beşiktaş Istanbul        | Pfadi Winterthur      | Istanbul - Süleyman Seba Sport Hall 12 ottobre 2013 - ore 16:00       | Winterthur - Eulachhalle 20 ottobre 2013 - ore 18:00                   | 59 - 56 |
| Beşiktaş Istanbul        | Pfadi Winterthur      | 29 - 29 (12-13)                                                       | 30 - 27 (13-10)                                                        | 59 - 56 |
| Beşiktaş Istanbul        | Pfadi Winterthur      | 550 Spett. - Report                                                   | 1.400 Spett. - Report                                                  | 59 - 56 |
| HC Sporta Hlohovec       | RK Borac Banja Luka   | Hlohovec - City Sport Hall 12 ottobre 2013 - ore 18:00                | Hlohovec - City Sport Hall 13 ottobre 2013 - ore 18:00                 | 63 - 49 |
| HC Sporta Hlohovec       | RK Borac Banja Luka   | 36 - 23 (15-8)                                                        | 27 - 26 (12-14)                                                        | 63 - 49 |
| HC Sporta Hlohovec       | RK Borac Banja Luka   | 1.300 Spett. - Report                                                 | 1.200 Spett. - Report                                                  | 63 - 49 |
| S.L. Benfica             | Haukar Hafnarfjördur  | Lisbona - Pavilhao EDP Benfica 12 ottobre 2013 - ore 18:00            | Hafnarfjörður - Íthrottahúsid Ásvöllum 20 ottobre 2013 - ore 17:00     | 68 - 41 |
| S.L. Benfica             | Haukar Hafnarfjördur  | 34 - 19 (19-11)                                                       | 34 - 22 (17-10)                                                        | 68 - 41 |
| S.L. Benfica             | Haukar Hafnarfjördur  | 400 Spett. - Report                                                   | 600 Spett. - Report                                                    | 68 - 41 |
| SMD Bacău                | Klaipeda Dragunas     | Bacău - Sala Sporturilor 12 ottobre 2013 - ore 18:00                  | Klaipėda - Švyturio Arena 20 ottobre 2013 - ore 14:00                  | 65 - 49 |
| SMD Bacău                | Klaipeda Dragunas     | 36 - 21 (17-9)                                                        | 29 - 28 (15-11)                                                        | 65 - 49 |
| SMD Bacău                | Klaipeda Dragunas     | 900 Spett. - Report                                                   | 450 Spett. - Report                                                    | 65 - 49 |
| Bregenz Handball         | RK Maribor            | Bregenz - Handballarena Rieden-Vorkloster 12 ottobre 2013 - ore 19:00 | Maribor - Dvorana Tabor 19 ottobre 2013 - ore 19:00                    | 49 - 62 |
| Bregenz Handball         | RK Maribor            | 26 - 25 (12-13)                                                       | 23 - 37 (11-17)                                                        | 49 - 62 |
| Bregenz Handball         | RK Maribor            | 1.100 Spett. - Report                                                 | 900 Spett. - Report                                                    | 49 - 62 |
| RK Nexe                  | A.C. Diomidis Argous  | Našice - S.H. Tomislava 12 ottobre 2013 - ore 19:00                   | Argos-Mykines - Stadium Nea Kios 20 ottobre 2013 - ore 18:30           | 54 - 53 |
| RK Nexe                  | A.C. Diomidis Argous  | 26 - 22 (10-10)                                                       | 28 - 31 (13-17)                                                        | 54 - 53 |
| RK Nexe                  | A.C. Diomidis Argous  | 750 Spett. - Report                                                   | 290 Spett. - Report                                                    | 54 - 53 |
| RK Partizan              | HBC Nantes            | Belgrado - Sportski Centar Vozdovac 12 ottobre 2013 - ore 19:30       | Nantes - Palais des Sports de Beaulieu 20 ottobre 2013 - ore 16:00     | 39 - 50 |
| RK Partizan              | HBC Nantes            | 15 - 22 (7-11)                                                        | 24 - 28 (9-12)                                                         | 39 - 50 |
| RK Partizan              | HBC Nantes            | 4.738 Spett. - Report                                                 | 4.250 Spett. - Report                                                  | 39 - 50 |
| Maccabi Tel Aviv         | RK Zomimak-M          | Ra'anana - Municipal Hall 12 ottobre 2013 - ore 20:00                 | Strumica - Sport Hall 19 ottobre 2013 - ore 19:00                      | 49 - 56 |
| Maccabi Tel Aviv         | RK Zomimak-M          | 26 - 26 (13-14)                                                       | 23 - 30 (10-14)                                                        | 49 - 56 |
| Maccabi Tel Aviv         | RK Zomimak-M          | 300 Spett. - Report                                                   | 2.400 Spett. - Report                                                  | 49 - 56 |
| Mors-Thy Håndbold        | Fyllingen Bergen      | Morsø - Juske Bank Arena 13 ottobre 2013 - ore 15:30                  | Bergen - Framohallen 20 ottobre 2013 - ore 18:00                       | 54 - 45 |
| Mors-Thy Håndbold        | Fyllingen Bergen      | 26 - 18 (10-10)                                                       | 28 - 27 (11-10)                                                        | 54 - 45 |
| Mors-Thy Håndbold        | Fyllingen Bergen      | 868 Spett. - Report                                                   | 312 Spett. - Report                                                    | 54 - 45 |
| HBC Jicín                | Skjern Håndbold       | Jičín - Sprtovni Halla 12 ottobre 2013 - ore 20:20                    | Ringkøbing-Skjern - Skjern Arena 20 ottobre 2013 - ore 17:00           | 42 - 67 |
| HBC Jicín                | Skjern Håndbold       | 21 - 38 (10-21)                                                       | 21 - 29 (14-11)                                                        | 42 - 67 |
| HBC Jicín                | Skjern Håndbold       | 720 Spett. - Report                                                   | 1.415 Spett. - Report                                                  | 42 - 67 |
| Sporting Clube           | HV KRAS/Volendam      | Lisbona - Pavilhao Municipal 12 ottobre 2013 - ore 21:00              | Edam-Volendam - Sporthal Opperdam 19 ottobre 2013 - ore 19:00          | 65 - 50 |
| Sporting Clube           | HV KRAS/Volendam      | 30 - 18 (16-3)                                                        | 35 - 32 (18-18)                                                        | 65 - 50 |
| Sporting Clube           | HV KRAS/Volendam      | 500 Spett. - Report                                                   | 350 Spett. - Report                                                    | 65 - 50 |
| SKIF Krasnodar           | RK Porec              | Krasnodar - Palace of Sports Olimp 13 ottobre 2013 - ore 16:00        | Parenzo - SRC Veli Joze 20 ottobre 2013 - ore 18:00                    | 47 - 58 |
| SKIF Krasnodar           | RK Porec              | 25 - 29 (12-14)                                                       | 22 - 29 (13-16)                                                        | 47 - 58 |
| SKIF Krasnodar           | RK Porec              | 1.000 Spett. - Report                                                 | 600 Spett. - Report                                                    | 47 - 58 |
| IFK Kristianstad         | Handball Esch         | Kristianstad - Kristianstad Arena 13 ottobre 2013 - ore 16:30         | Esch-sur-Alzette - C. O. Schmitz 19 ottobre 2013 - ore 18:00           | 62 - 47 |
| IFK Kristianstad         | Handball Esch         | 32 - 19 (18-9)                                                        | 30 - 28 (13-11)                                                        | 62 - 47 |
| IFK Kristianstad         | Handball Esch         | 4.008 Spett. - Report                                                 | 450 Spett. - Report                                                    | 62 - 47 |
| Lugi HF                  | Tatabánya Carbonex KC | Lund - Färs&Frosta Sparbank Arena 13 ottobre 2013 - ore 17:00         | Tatabánya - Földi Imre Varosi Sportcsarnok 19 ottobre 2013 - ore 18:00 | 51 - 47 |
| Lugi HF                  | Tatabánya Carbonex KC | 27 - 27 (10-13)                                                       | 24 - 20 (11-9)                                                         | 51 - 47 |
| Lugi HF                  | Tatabánya Carbonex KC | 639 Spett. - Report                                                   | 978 Spett. - Report                                                    | 51 - 47 |
| Csurgó HC                | CDBB Aragona          | Csurgó - Sports Hall 13 ottobre 2013 - ore 18:00                      | Saragozza - Pabellón Príncipe Felipe 19 ottobre 2013 - ore 19:00       | 58 - 52 |
| Csurgó HC                | CDBB Aragona          | 30 - 27 (15-10)                                                       | 28 - 25 (13-12)                                                        | 58 - 52 |
| Csurgó HC                | CDBB Aragona          | 800 Spett. - Report                                                   | 2.300 Spett. - Report                                                  | 58 - 52 |
| HC Kaustik               | HC Caras Severin      | Volgograd - Sport Hall Dinamo 19 ottobre 2013 - ore 16:00             | Volgograd - Sport Hall Dinamo 20 ottobre 2013 - ore 14:00              | 57 - 54 |
| HC Kaustik               | HC Caras Severin      | 31 - 26 (17-12)                                                       | 26 - 28 (10-11)                                                        | 57 - 54 |
| HC Kaustik               | HC Caras Severin      | 1.200 Spett. - Report                                                 | 1.200 Spett. - Report                                                  | 57 - 54 |
| SKA Minsk                | OIF Arendal           | Arendal - Sor Amfi 19 ottobre 2013 - ore 17:00                        | Arendal - Sor Amfi 20 ottobre 2013 - ore 18:00                         | 53 - 55 |
| SKA Minsk                | OIF Arendal           | 27 - 30 (13-15)                                                       | 26 - 25 (13-9)                                                         | 53 - 55 |
| SKA Minsk                | OIF Arendal           | 550 Spett. - Report                                                   | 650 Spett. - Report                                                    | 53 - 55 |
| Kadetten Schaffhausen    | HC Portovik           | Sciaffusa - BBC Arena 19 ottobre 2013 - ore 19:30                     | Sciaffusa - BBC Arena 20 ottobre 2013 - ore 17:30                      | 66 - 54 |
| Kadetten Schaffhausen    | HC Portovik           | 33 - 28 (15-13)                                                       | 33 - 26 (14-11)                                                        | 66 - 54 |
| Kadetten Schaffhausen    | HC Portovik           | 750 Spett. - Report                                                   | 760 Spett. - Report                                                    | 66 - 54 |
| Chambéry Savoie Handball | B.B. Ankara Spor      | Chambéry - Le Phare 19 ottobre 2013 - ore 20:00                       | Chambéry - Le Phare 20 ottobre 2013 - ore 18:00                        | 66 - 46 |
| Chambéry Savoie Handball | B.B. Ankara Spor      | 34 - 26 (20-12)                                                       | 32 - 20 (16-10)                                                        | 66 - 46 |
| Chambéry Savoie Handball | B.B. Ankara Spor      | 2.600 Spett. - Report                                                 | 3.010 Spett. - Report                                                  | 66 - 46 |

### Terzo turno
| Squadra 1                | Squadra 2             | Andata                                                                 | Ritorno                                                              | Totale |
| ------------------------ | --------------------- | ---------------------------------------------------------------------- | -------------------------------------------------------------------- | ------ |
| Füchse Berlino           | HC Meshkov Brėst      | Berlino - Friedrich-Ludwig-Jahn-Sportpark 20 novembre 2013 - ore 19:00 | Brėst - Sportshall Victoria 30 novembre 2013 - ore 16:00             |        |
| Füchse Berlino           | HC Meshkov Brėst      | 22 - 20 (8-10)                                                         |                                                                      |        |
| Füchse Berlino           | HC Meshkov Brėst      | 3.712 Spett. - Report                                                  |                                                                      |        |
| Skjern Håndbold          | RK Vojvodina          | Ringkøbing-Skjern - Skjern Arena 23 novembre 2013 - ore 13:30          | Novi Sad - Sportska hala Slana Bara 30 novembre 2013 - ore 18:00     |        |
| Skjern Håndbold          | RK Vojvodina          | 31 - 24 (16-10)                                                        |                                                                      |        |
| Skjern Håndbold          | RK Vojvodina          | 1.365 Spett. - Report                                                  |                                                                      |        |
| Aarhus GF Handball       | RK Zomimak-M          | Aarhus - NRGI Atletion Arena 23 novembre 2013 - ore 15:00              | Strumica - Sport Hall 30 novembre 2013 - ore 19:00                   |        |
| Aarhus GF Handball       | RK Zomimak-M          | 29 - 26 (12-9)                                                         |                                                                      |        |
| Aarhus GF Handball       | RK Zomimak-M          | 810 Spett. - Report                                                    |                                                                      |        |
| Mors-Thy Håndbold        | HCM Costanza          | Morsø - Juske Bank Arena 23 novembre 2013 - ore 15:30                  | Costanza - Sala Sporturilor 1º dicembre 2013 - ore 18:00             |        |
| Mors-Thy Håndbold        | HCM Costanza          | 26 - 27 (12-13)                                                        |                                                                      |        |
| Mors-Thy Håndbold        | HCM Costanza          | 632 Spett. - Report                                                    |                                                                      |        |
| Beşiktaş Istanbul        | Csurgó HC             | Istanbul - Süleyman Seba Sport Hall 23 novembre 2013 - ore 16:00       | Csurgó - Sports Hall 1º dicembre 2013 - ore 19:15                    |        |
| Beşiktaş Istanbul        | Csurgó HC             | 29 - 31 (16-15)                                                        |                                                                      |        |
| Beşiktaş Istanbul        | Csurgó HC             | 520 Spett. - Report                                                    |                                                                      |        |
| HC Kaustik               | Montpellier Handball  | Volgograd - Sport Hall Dinamo 23 novembre 2013 - ore 16:00             | Montpellier - Palais des Sports Bougnol 1º dicembre 2013 - ore 17:00 |        |
| HC Kaustik               | Montpellier Handball  | 26 - 38 (11-20)                                                        |                                                                      |        |
| HC Kaustik               | Montpellier Handball  | 1.300 Spett. - Report                                                  |                                                                      |        |
| HT Tatran Prešov         | RK Maribor            | Prešov - City Hall Prešov 23 novembre 2013 - ore 18:00                 | Maribor - Dvorana Tabor 1º dicembre 2013 - ore 19:00                 |        |
| HT Tatran Prešov         | RK Maribor            | 34 - 26 (19-14)                                                        |                                                                      |        |
| HT Tatran Prešov         | RK Maribor            | 3.345 Spett. - Report                                                  |                                                                      |        |
| Kadetten Schaffhausen    | TSV Hannover-Burgdorf | Sciaffusa - BBC Arena 23 novembre 2013 - ore 19:30                     | Hannover - Swiss Life Hall 30 novembre 2013 - ore 19:00              |        |
| Kadetten Schaffhausen    | TSV Hannover-Burgdorf | 28 - 28 (13-12)                                                        |                                                                      |        |
| Kadetten Schaffhausen    | TSV Hannover-Burgdorf | 1.720 Spett. - Report                                                  |                                                                      |        |
| AEK                      | Lugi HF               | Atene - Liossion Indoor Arena 23 novembre 2013 - ore 20:00             | Lund - Färs&Frosta Sparbank Arena 30 novembre 2013 - ore 16:00       |        |
| AEK                      | Lugi HF               | 22 - 24                                                                |                                                                      |        |
| AEK                      | Lugi HF               | 2.000 Spett. - Report                                                  |                                                                      |        |
| S.L. Benfica             | SC Pick Szeged        | Lisbona - Pavilhao EDP Benfica 23 novembre 2013 - ore 20:30            | Seghedino - Varosi Sportcsarnok 30 novembre 2013 - ore 16:15         |        |
| S.L. Benfica             | SC Pick Szeged        | 24 - 25 (13-14)                                                        |                                                                      |        |
| S.L. Benfica             | SC Pick Szeged        | 750 Spett. - Report                                                    |                                                                      |        |
| HBC Nantes               | Elverum Håndball      | Nantes - Palais des Sports de Beaulieu 24 novembre 2013 - ore 17:00    | Elverum - Terningen Arena 30 novembre 2013 - ore 16:00               |        |
| HBC Nantes               | Elverum Håndball      | 28 - 21 (16-11)                                                        |                                                                      |        |
| HBC Nantes               | Elverum Håndball      | 3.657 Spett. - Report                                                  |                                                                      |        |
| Chambéry Savoie Handball | Alpla HC Hard         | Chambéry - Le Phare 24 novembre 2013 - ore 18:00                       | Hard - Sporthalle am See 1º dicembre 2013 - ore 17:00                |        |
| Chambéry Savoie Handball | Alpla HC Hard         | 31 - 30 (17-18)                                                        |                                                                      |        |
| Chambéry Savoie Handball | Alpla HC Hard         | 2.100 Spett. - Report                                                  |                                                                      |        |
| OIF Arendal              | HC Sporta Hlohovec    | Arendal - Sor Amfi 24 novembre 2013 - ore 18:00                        | Hlohovec - City Sport Hall 1º dicembre 2013 - ore 18:00              |        |
| OIF Arendal              | HC Sporta Hlohovec    | 20 - 26 (11-15)                                                        |                                                                      |        |
| OIF Arendal              | HC Sporta Hlohovec    | 902 Spett. - Report                                                    |                                                                      |        |
| IFK Kristianstad         | SMD Bacău             | Kristianstad - Kristianstad Arena 24 novembre 2013 - ore 19:00         | Bacău - Sala Sporturilor 30 novembre 2013 - ore 13:00                |        |
| IFK Kristianstad         | SMD Bacău             | 40 - 25 (23-13)                                                        |                                                                      |        |
| IFK Kristianstad         | SMD Bacău             | 3.911 Spett. - Report                                                  |                                                                      |        |
| RK Nexe                  | CB Ademar León        | Našice - S.H. Tomislava 24 novembre 2013 - ore 19:00                   | León - Palacio de los Deportes de Leon 30 novembre 2013 - ore 18:00  |        |
| RK Nexe                  | CB Ademar León        | 34 - 29 (18-14)                                                        |                                                                      |        |
| RK Nexe                  | CB Ademar León        | 1.200 Spett. - Report                                                  |                                                                      |        |
| RK Porec                 | Sporting Clube        | Parenzo - SRC Veli Joze 24 novembre 2013 - ore 19:00                   | Lisbona - Pavilhao Municipal 30 novembre 2013 - ore 20:30            |        |
| RK Porec                 | Sporting Clube        | 24 - 24 (13-13)                                                        |                                                                      |        |
| RK Porec                 | Sporting Clube        | 1.200 Spett. - Report                                                  |                                                                      |        |